# Chiesa di Santo Stefano Protomartire (Buja)
La chiesa di Santo Stefano Protomartire è il duomo di Santo Stefano, frazione-capoluogo del comune sparso di Buja, in provincia e arcidiocesi di Udine; fa parte della forania del Friuli Collinare.

## Storia
L'ordinaria chiesa di Santo Stefano sorse nel XIII secolo; nel Cinquecento questo edificio venne demolito e sostituito da uno di maggiori dimensioni, il quale fu poi oggetto di un rimaneggiamento due secoli dopo.
La prima pietra del nuovo duomo venne posta il 14 dicembre 1871; la chiesa, voluta dal pievano don Pietro Venier e disegnata dal parroco di Cassacco don Angelo Noacco, fu portata a termine nel 1889 e consacrata il 28 novembre di quel medesimo anno dall'arcivescovo di Udine Giovanni Maria Berengo.
Nel 1937 si procedette alla ricostruzione della facciata, che era stata realizzata in origine su progetto di don Rodolfo Barnaba, e tre anni dopo venne ultimato il campanile, che era stato iniziato nel 1924; nel 1945 il duomo fu riconsacrato dall'arcivescovo Giuseppe Nogara.
L'evento sismico del 1976 arrecò seri danni alla chiesa, che venne ripristinata tra il 1985 e il 1987 con un intervento condotto dall'architetto Alberto Tondolo; negli anni novanta il duomo fu adeguato ai dettami postconciliari mediante l'aggiunta dell'ambone e dell'altare rivolto verso l'assemblea.

## Descrizione

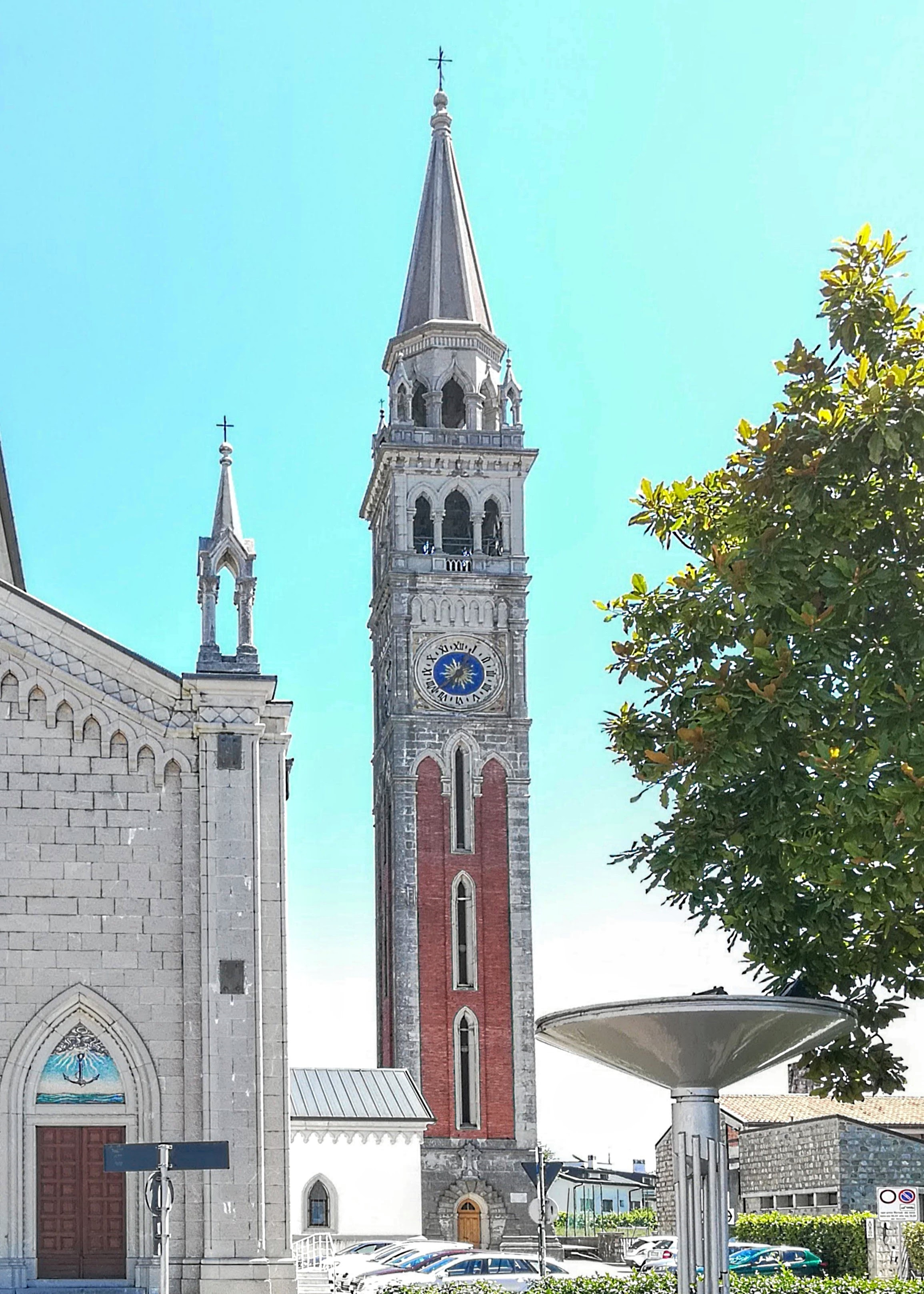
Il campanile

### Esterno
La facciata a salienti della chiesa, rivolta a occidente, è suddivisa da quattro paraste sormontate da pinnacoli in tre parti: il corpo centrale, di maggiore altezza, presenta il portale maggiore strombato e lunettato e il rosone, mentre sulle due ali laterali si aprono gli ingressi secondari, anch'essi caratterizzati da strombatura e sormontati da lunette; sotto la linea degli spioventi corre una cornice di archetti pensili.
Ad alcuni metri dal duomo si erge il campanile a pianta quadrata, la cui cella presenta su ogni lato una trifora ed è coronata dalla guglia poggiante sul tamburo a base ottagonale.

### Interno
L'interno dell'edificio è suddiviso da colonne corinzie sorreggenti archi a sesto acuto in tre navate, coperte da volte a crociera, di cui le laterali sono abbellite da lesene; al termine dell'aula si sviluppa il presbiterio, rialzato di alcuni gradini, ospitante l'altare maggiore e chiuso dall'abside pentagonale.
Qui sono conservate diverse opere di pregio, tra le quali l'altare della Madonna del Rosario, costruita nel 1780 da Lorenzo Stefanatti, la Via Crucis, eseguita nel 1873 da Domenico Fabris, e un altare in marmo, realizzato nel 1780 dagli udinesi Mattiussi.